# Суленцин
Суленцин (пол. Sulęcin, ранее нем. Zielenzig, Циленциг) — город в Польше, входит в Любушское воеводство, Суленцинский повят. Имеет статус городско-сельской гмины. Занимает площадь 8,56 км². Население — 9926 человек (на 2005 год).

## Галерея

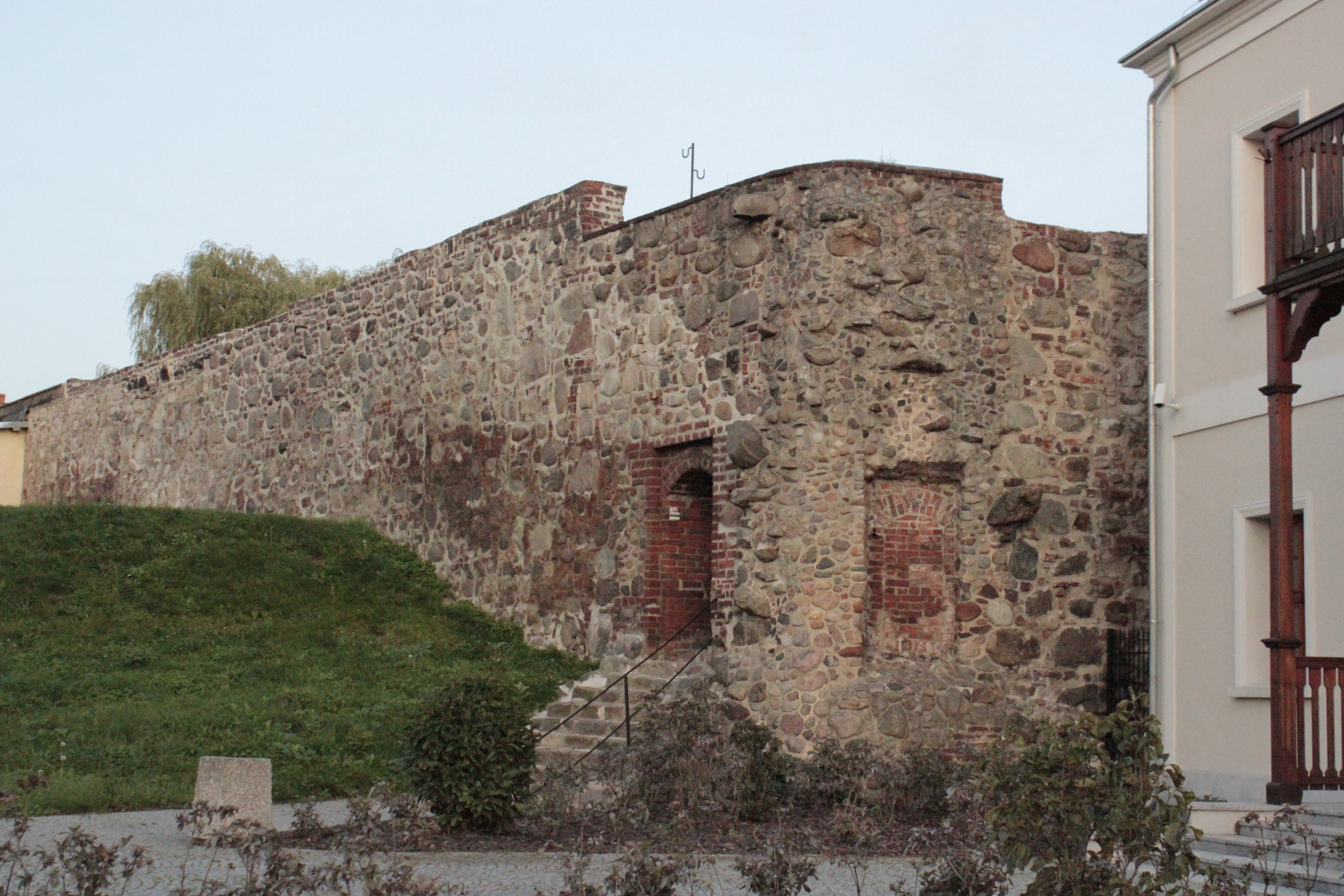
Часть городской стены
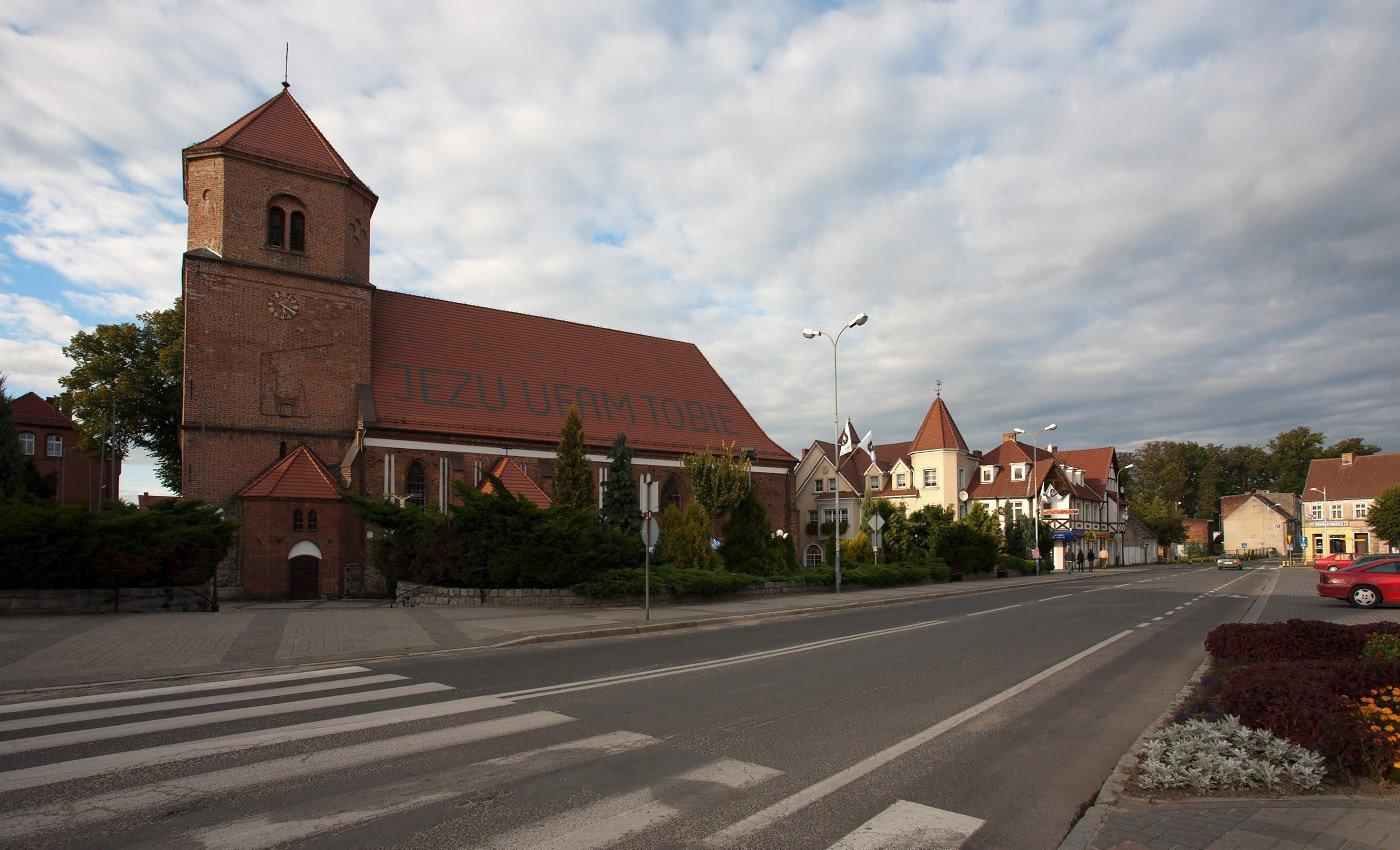
Улица
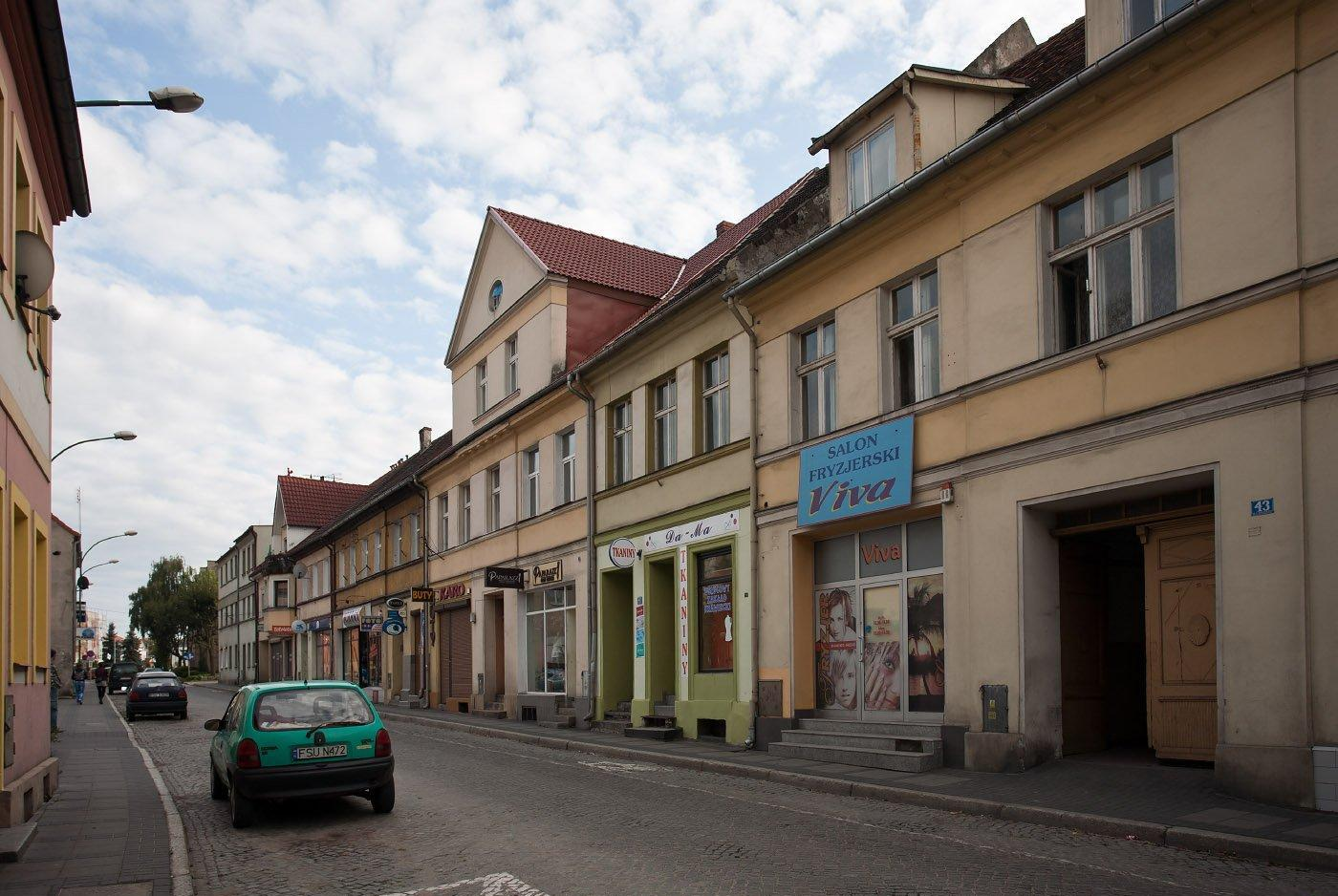
Старая улица в деловой части города
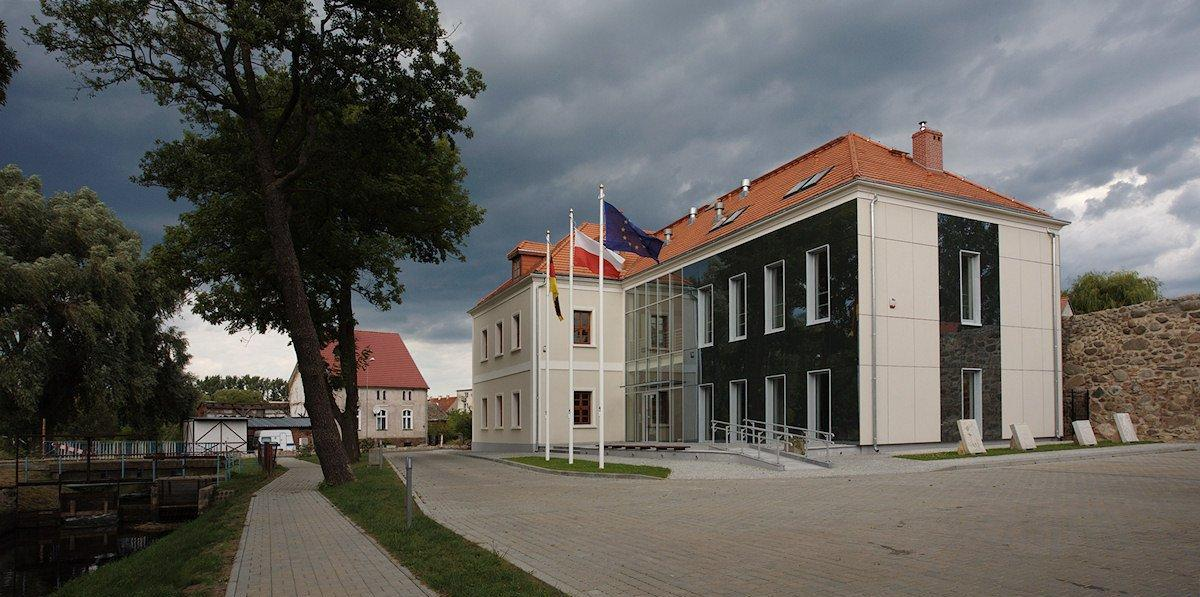
Новостройки
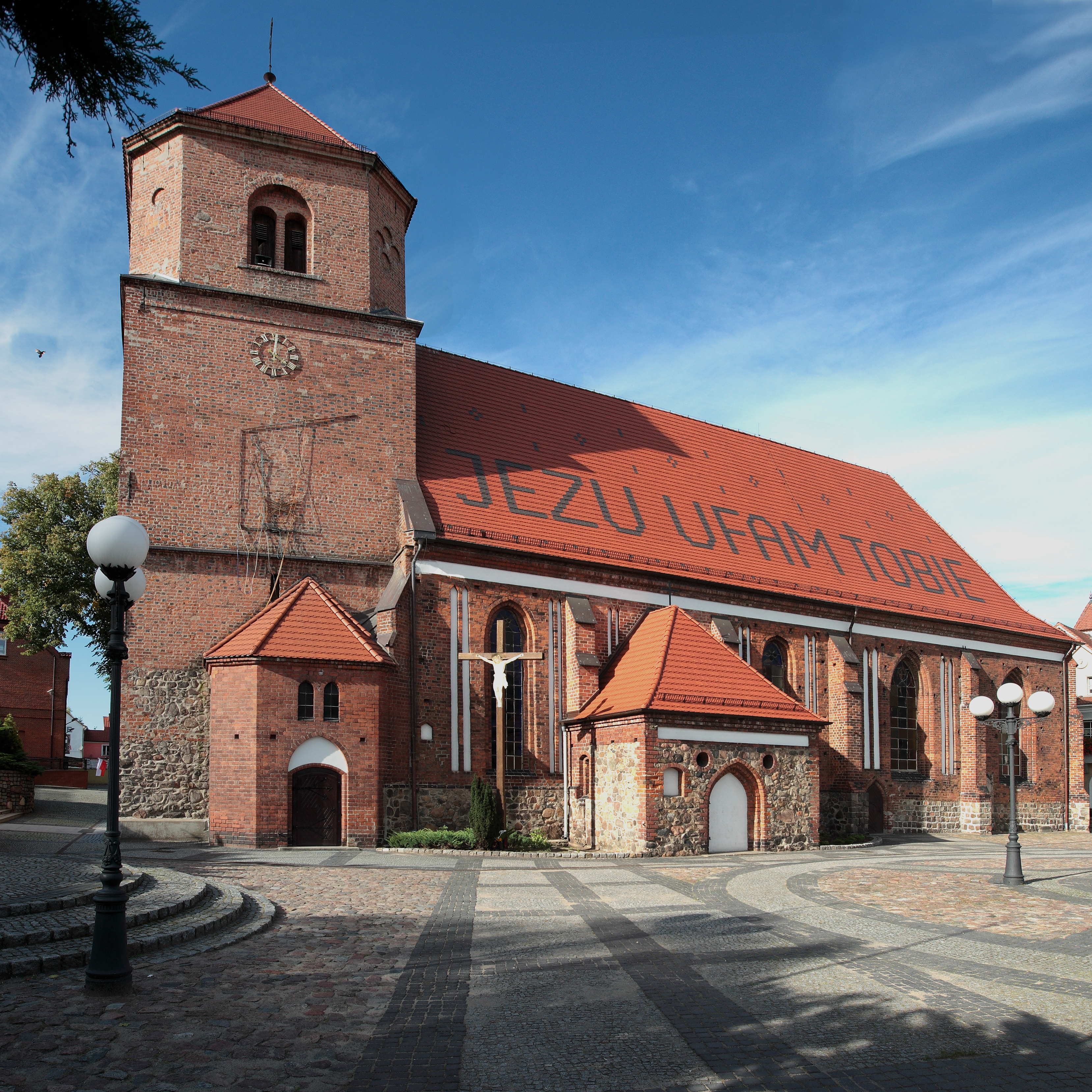
Церковь XIII-XIV веков, отремонтированная в 1951 году
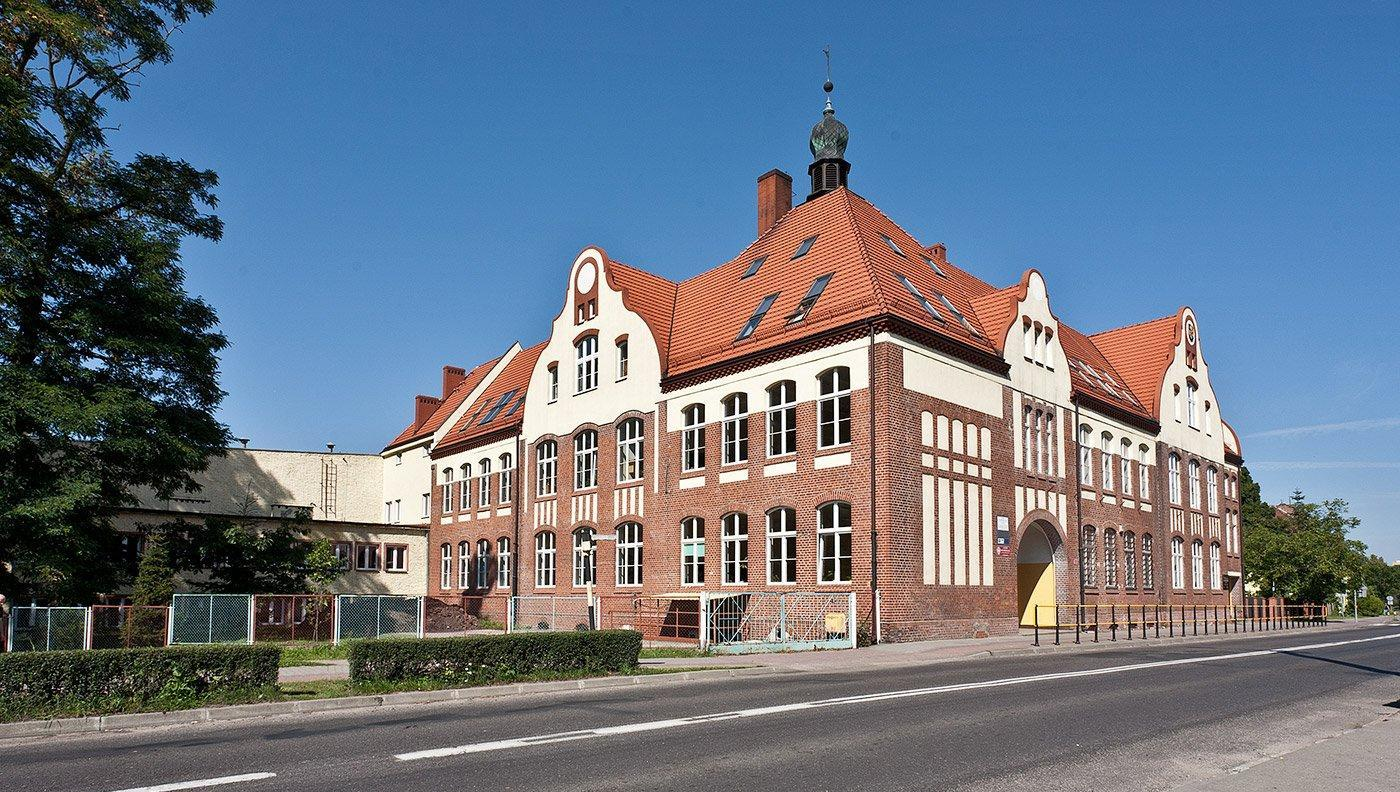
Здание школы